# آزیئی
آزیئی (به فرانسوی: Azille) یک کمون در فرانسه است که در canton of Peyriac-Minervois واقع شده‌است. آزیئی ۲۳٫۳۳ کیلومتر مربع مساحت دارد ۸۴ متر بالاتر از سطح دریا واقع شده‌است.